# Cavillon Communal Cemetery
Cavillon Communal Cemetery is een begraafplaats gelegen in de Franse plaats Cavillon (Somme). De militaire graven worden onderhouden door de Commonwealth War Graves Commission.
De begraafplaats telt 5 geïdentificeerde Gemenebest graven, waarvan 2 uit de Eerste Wereldoorlog en 3 uit de Tweede Wereldoorlog.